# Alta Sanabria

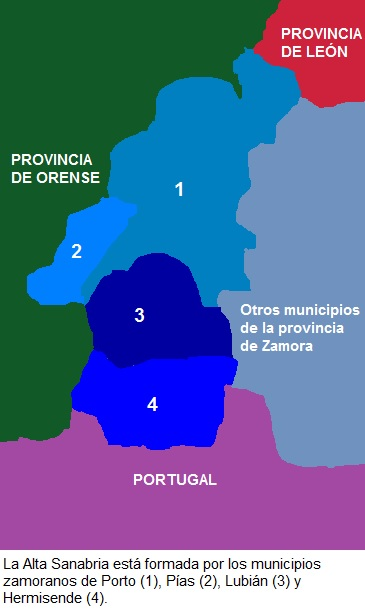
Municipios de la Alta Sanabria

Alta Sanabria o Las Portillas (denominada As Portelas en gallego), es una subcomarca dentro de la comarca de Sanabria, en el noroeste de la provincia de Zamora (comunidad autónoma de Castilla y León, España).

## Geografía
Está formada por cuatro municipios del noroeste de la provincia de Zamora: Hermisende, Porto, Pías y Lubián. Estos cuatro municipios limitan por el oeste con la provincia de Orense, mientras que el municipio de Hermisende limita también con Portugal por el sur, y Porto limita también con la provincia de León por el norte. La Alta Sanabria cuenta con una superficie de 447,87 km² y una población de 826 habitantes en 2019, datos que arrojan una densidad de población de 1,84 h/km²

## Historia

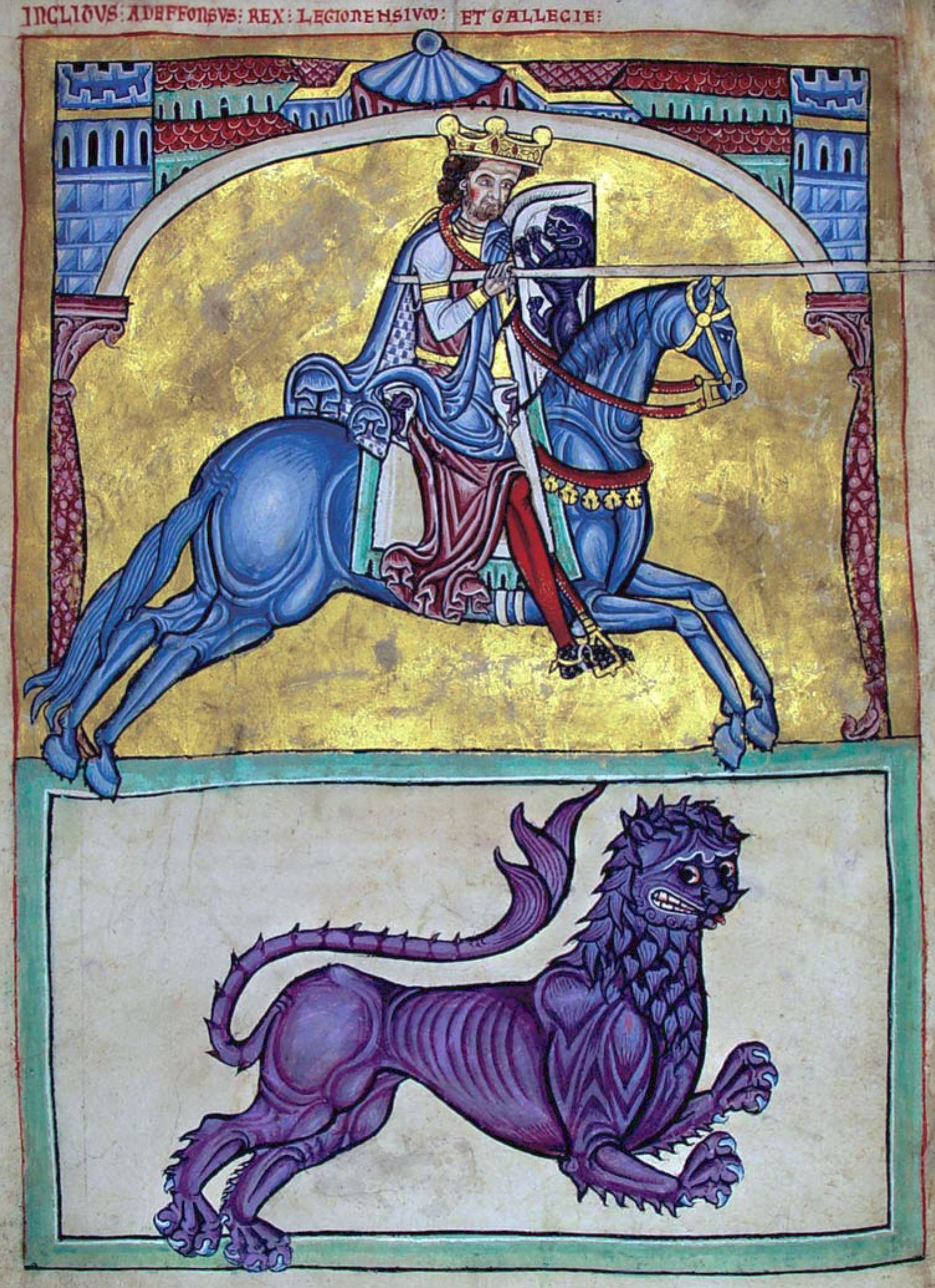
Alfonso IX de León confirmó en 1209 los fueros otorgados a Porto por Alfonso VII de León, concediendo en 1222 Pías y Porto a la Orden de Santiago.

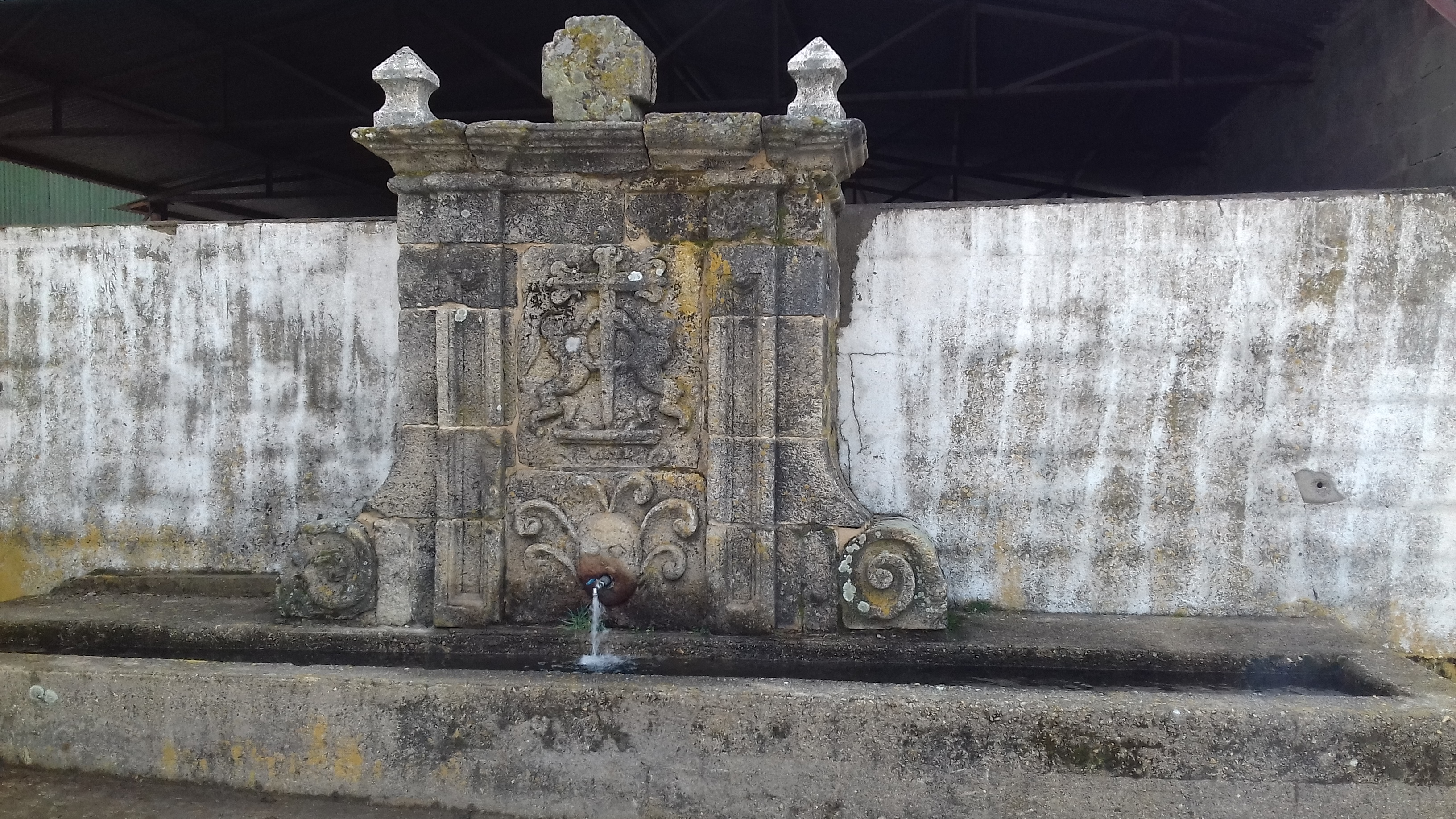
Fuente en Porto, en la que se puede observar una talla alusiva a la antigua pertenencia de la localidad a la diócesis de León de Santiago.

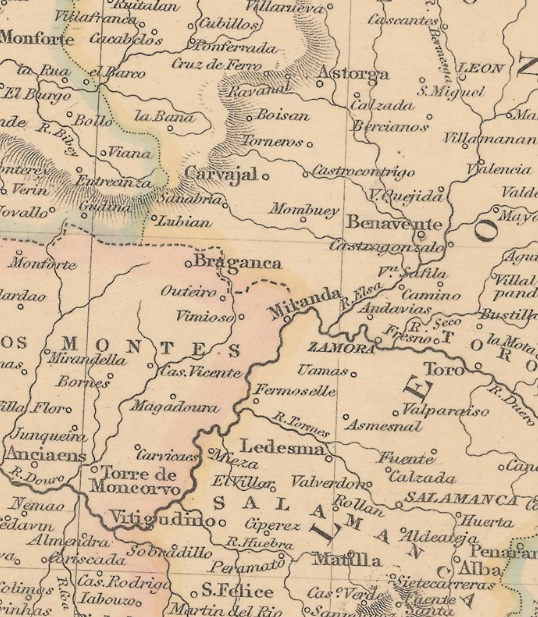
Detalle del mapa "Spain and Portugal" realizado por John Betts en 1838, en el que se puede apreciar Lubián.

### Prehistoria
Los primeros restos de población humana en la Alta Sanabria se remontan a la prehistoria. Así, se han encontrado petroglifos en el paraje de «Pedra as Ferraduras», en el municipio de Hermisende. En este asentamiento hay una covacha de pequeñas dimensiones y sin muestras de arte rupestre en su interior, pero en sus inmediaciones hay numerosas cazoletas y grabados en los abundantes aforamientos graníticos, muchos de ellos de origen antrópico.

### Época astur
En época prerromana, el Castro de As Muradellas (declarado Bien de Interés Cultural), en el municipio de Lubián, es el principal ejemplo de poblado en la comarca, habiendo estado habitado entre los siglos IV y II a. C. por las tribus astures que poblaban la Alta Sanabria antes de la llegada de los romanos. En este caso, las tribus astures eligieron dicho emplazamiento por la fácil defensa natural que les proporcionaba un meandro originado por el río Tuela, unido a la geografía escarpada de la zona, dejando como único flanco de fácil acceso el lado oriental, reforzado por ello con una serie de estructuras defensivas consistentes en piedras hincadas, fosos y murallas. En este castro, las prospecciones arqueológicos han sacado a la luz varias estructuras de viviendas, restos de cerámica, metales y materiales líticos.

### Época romana y visigoda
Durante época romana y visigoda, los restos arqueológicos atestiguan la presencia humana en la zona. Así, la existencia de un castro de época tardoantigua en el municipio de Hermisende confirma que también hubo un poblamiento humano en la Alta Sanabria en el periodo final de la época de dominación romana, así como en el periodo visigodo.

### Edad Media
En la Edad Media, con el avance de la Reconquista, la Alta Sanabria pasó a formar parte del Reino de León tras la formación del mismo en el año 910. No obstante, en el caso concreto de Hermisende, tras la independencia de Portugal en el año 1143, esta localidad fue objeto de litigios entre León y Portugal por su control, dada su condición fronteriza entre los reinos leonés y portugués, si bien la delimitación de la frontera en 1297 con el Tratado de Alcañices contribuyó a apaciguar el litigio por Hermisende, que continuó adscrito al reino leonés.
Por otro lado, en el siglo XII, en una fecha desconocida al no conservarse el documento, el rey Alfonso VII de León otorgó fueros propios a la villa de Porto, los cuales fueron confirmados en el año 1209 por Alfonso IX de León, que posteriormente, en el año 1222, concedió las localidades de Porto y Pías a la Orden de Santiago. Este hecho marcó la pertenencia eclesiástica de estas localidades a la diócesis de León de Santiago (que agrupaba los territorios leoneses de la Orden de Santiago) hasta su disolución por orden papal en el año 1873. Por su parte, la tradición oral local ha alimentado la teoría de que Lubián pudo pertenecer a la Orden del Temple durante época medieval, si bien la falta de documentos no permite hacer ninguna afirmación concluyente al respecto.

### Edad Moderna
Durante la Edad Moderna, la documentación histórica, como la de diversos pleitos conservados en la Real Chancillería de Valladolid, recoge la pertenencia de la Alta Sanabria a la jurisdicción de la Tierra de Sanabria y el Adelantamiento del Reino de León, En esta época, la Alta Sanabria se integraba en la «Provincia de las Tierras del Conde de Benavente», dependiendo dentro de la misma de la Receptoría de Sanabria, a la que estaban adscritas las localidades de «Sanabria y su Tierra».

### Edad Contemporánea
Ya en el siglo XIX, al crearse en 1833 las actuales provincias, las localidades de la Alta Sanabria quedaron adscritas a la provincia de Zamora, dentro de la Región Leonesa, mientras que, en torno a 1850, se dio una reestructuración de los municipios de la comarca. Así, los antiguos municipios de Castromil, Castrelos y La Tejera se integraron en el de Hermisende, Aciberos, Chanos, Las Hedradas, Hedroso y Padornelo pasaron a formar parte del de Lubián, y Barjacoba y Villanueva de la Sierra se integraron en el de Pías.
Por último, ya en el siglo XX, cabe destacar que al comienzo de la guerra civil, en la localidad de Padornelo se registró un episodio de represión franquista contra quienes mostraron su apoyo a los 'rebeldes de Requejo', es decir, a los trabajadores de la línea férrea Zamora-Orense de la cercana localidad de Requejo de Sanabria, que se habían posicionado contra el franquismo. Tras el final de la guerra, la Alta Sanabria fue una de las zonas en las que tuvo su ámbito de actuación la Federación de Guerrillas de León-Galicia entre 1942 y 1948, que luchaba contra la dictadura en las provincias de Zamora, León, Orense y Lugo.

## Municipios
| Hermisende | Castrelos, Castromil, Hermisende, San Ciprián y La Tejera   | 108,75 | 253 | 2,33 |
| Lubián     | Aciberos, Chanos, Hedroso, Las Hedradas, Lubián y Padornelo | 94,39  | 313 | 3,32 |
| Pías       | Barjacoba, Pías y Villanueva de la Sierra                   | 43,91  | 135 | 3,07 |
| Porto      | Porto                                                       | 200,82 | 179 | 0,89 |

## Demografía
La población de la zona disminuye desde finales del siglo XX y esto tiene unas consecuencias devastadoras para los censos municipales no solo por el decrecimiento de la población sino por el envejecimiento de ésta.
Hasta el año 2012 el censo poblacional superaba el millar de habitantes pero desde este año, el valor es significativamente menor.
Desde 1950, cuando la zona poseía una población de 4391 habitantes, ha perdido más del 82% de sus habitantes, situándose la cifra actual en 784 (INE 2021).

## Cultura
Una de sus especiales peculiaridades de este espacio territorial, consiste en que históricamente se ha encontrado en una zona apartada del resto de la provincia de Zamora y con mejor acceso al territorio de la vecina provincia de Orense. Este hecho ha motivado que en estos municipios el 90% de sus habitantes hable gallego como lengua habitual, además de hablar un perfecto castellano. Esta situación de semiaislamiento, ha motivado que en los últimos años los cuatro municipios se hayan unido para formar una mancomunidad denominada Alta Sanabria, con el objetivo de gestionar servicios conjuntamente, amén de todo tipo de proyectos que puedan surgir.